# خفاش مدور الأذن
خفاش مدور الأذن (الاسم العلمي: Tonatia)، جنس خفافيش صغير من أمريكا الجنوبية والوسطى وينتمي إلى فصيلة خفاش الأنف الورقي.

## الأنواع
خفاش مدور الأذن الكبير, Tonatia bidens Spix, 1823
خفاش مدور الأذن ذو رأس مخطط, Tonatia saurophila Koopman & Williams, 1951